# Vertrag von Vincennes
Der Vertrag von Vincennes ist ein internationaler bilateraler Vertrag, der am 28. Februar 1661 in Vincennes zwischen dem Herzog von Lothringen, Karl IV., und Kardinal Jules Mazarin für den König von Frankreich, Ludwig XIV., geschlossen wurde.
Er ist die Folge des Pyrenäenfriedens von 1659 und ermöglichte dem Herzog, das Herzogtum Bar wieder zu gewinnen.

## Historischer Kontext
Der Pyrenäenfriede sah vor, dass der Herzog von Lothringen das Herzogtum Bar, die Grafschaft Clermont und die drei Propsteien Stenay, Dun und Jametz an Frankreich abtreten sollte. Diese Bestimmung wurde im Vertrag von Vincennes modifiziert.

## Vertragsinhalt

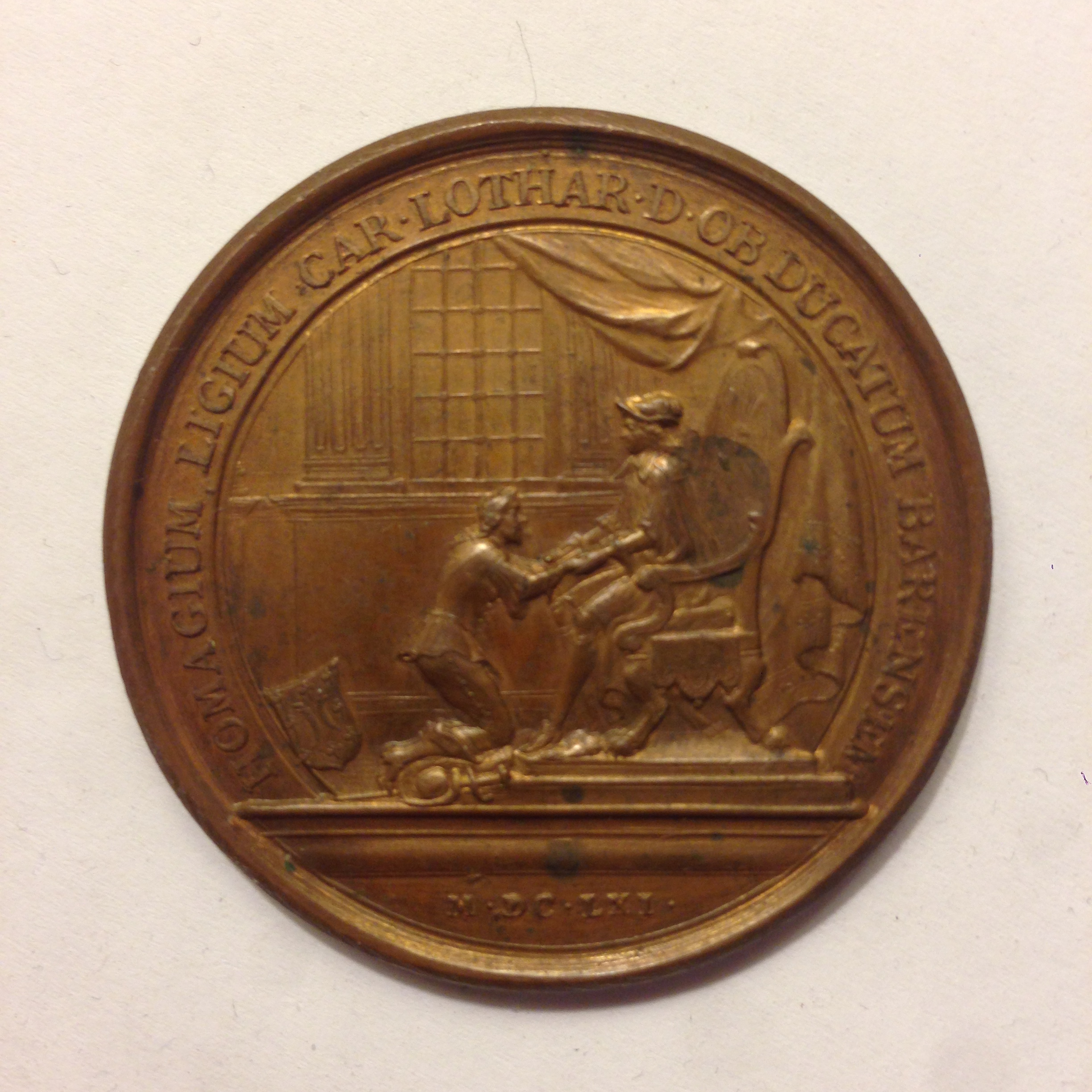
Herzog Karl IV. leistet den Lehenseid für das Barrois mouvant vor König Ludwig XIV. 1661 im Louvre als Folge des Vertrags von Vincennes

König Ludwig XIV. rückerstattet das Herzogtum Bar mit Zubehör an Herzog Karl IV. (Art. IV).
Im Gegenzug sieht der Vertrag die Schaffung eines Korridors von der Breite einer halben lothringischen Meile (etwa 2,5 km) zwischen Verdun und Metz sowie zwischen Metz und Straßburg vor. Dieser sollte den Truppen des Königs von Frankreich den ungehinderten Zugang in das Elsass erlauben. Die Provinz war im Westfälischen Frieden von 1648 gewonnen worden und die route de France oder der chemin royal sollte eine Straße schaffen, die ohne lothringisches Territorium zu berühren, den Weg zum Rhein ermöglicht.
Der Herzog tritt an den König ab:
- Art. III [Straße von Paris in die Provinz Trois-Évêchés]
  - Befestigter Platz Moyenvic « der, obwohl enklaviert im Staate Lothringen, zum Reich gehörte und S. M. im Vertrag von Münster vom 24. Oktober 1648 abgetreten wurde ».
  - Grafschaft Clermont & sein Gebiet (Clermont-en-Argonne).
  - Propsteien und Gebiete Stenay & Jametz.
  - Dun-sur-Meuse (erwähnt in Art. XVIII).

- Art. V [Straße vom Bistum Metz nach Kurtrier]
  - « An erster Stelle » : Platz Sierck « mit seinen dreißig Dörfern » :
    - Aboncourt, Altroff, Apach, Basse-Kontz, Bettelainville, Budange, Calembourg, La Croix, Freching, Haute-Kontz, Haute-Sierck, Hombourg, Kaltweiler, Kédange, Kemplich, Kerling, Klang,  Laumesfeld, Lemestroff, Malling, Metrich, Monneren, Montenach, Oudrenne, Rettel, Rudling, Rustroff, Saint-François, Saint-Hubert, Sainte-Marguerite.

- Art. VI [Übergang über die Vogesen]
  - « An zweiter Stelle » : Plätze Xouaxange, Saarburg & Pfalzburg.

- Art. VII [Straße von Lille nach Metz entlang der befestigten Nordgrenze Frankreichs]
  - « An dritter Stelle » : « Der Teil der Propstei Marville & Zubehör der dem Herrn Herzog, als Herzog von Bar, gehört, und der andere Teil, der seiner Katholischen Majestät, als Herzog von Luxemburg, gehört ».

- Art. VIII [Übergang über die Mosel]
  - « An vierter Stelle » : Abtei Gorze.

- Art. IX [Zugang nach Metz]
  - « An fünfter Stelle » : der Ort Malatour (Mars-la-Tour) « & Zubehör ».

- Art. X [Straße von Verdun nach Metz]
  - « An sechster Stelle » : Orte Marchéville (Marchéville-en-Woëvre), Harville, Labeuville & Maizeray, « auf dem Weg von Verdun nach Metz gelegen, mit ihrer Umgebung ».
  - Eine zeitgenössische Karte[1] verzeichnet folgende Etappen auf « le Chemin Royal des Français en Lorraine, entre les Évêchés de Verdun et de Metz » : Fresnes-en-Woëvre (Bistum Verdun) – Marchéville – Maizeray – Harville – Labeuville – Mars-la-Tour – Gorze.

- Art. XI [Feste Plätze an der Saar, die dem König abgetreten werden]
  - « An siebter Stelle » : « Orte Sishof, Franshof & Monteleu, am Fluss Saar gelegen, mit ihrer Umgebung ».
  - Gemäß der zeitgenössischen Karte[2] « Places sur la Sarre cédées au Roi » : Sirstrof [Siersdorf mit der Siersburg (Burg), deren Name 1937 für die neue Gemeinde, gebildet aus den ehemaligen Ortschaften Büren, Itzbach und Siersdorf (Siestroff), gewählt wurde, heute zu Rehlingen-Siersburg], Francaltroff [unmöglich, da Francaltroff nicht an der Saar liegt, daher richtig: Fremersdorf], Monceleux [Burg Montclair gegenüber von Mettlach].

- Art. XII [Drehscheibe der Straße von Metz nach Straßburg]
  - « An achter Stelle » : Saline von Moyenvic.

- Art. XIII [Straße von Metz nach Straßburg]
  - « An neunter Stelle » : « Straße am Hang von Delme & Orte Solgne, Moncheux, Grémecey, Chambrey, Burthécourt diesseits von Vic, wie auch die Dörfer Lezey, Donnelay, Ormange, Azoudange, Gondrexange, Héming bei Xouaxange, Saarburg, dann noch Mederville, Coursirode & Garrebourg bei Pfalzburg »... « damit S. M. einen Weg habe, den seine Untertanen und seine Truppen benutzen können, wann immer sie [die Majestät] es wünscht, um von Metz ins Elsass zu gelangen ohne das Land des Herrn Herzog zu berühren ».
  - Die zeitgenössische Karte[3] verzeichnet die folgenden Etappen auf « le Chemin Royal des Français en Lorraine, depuis l’Évêché de Metz jusqu’en Alsace» : La Solgne – Moncheux – Delme – Grémecey – Chambrey – Burthécourt – Moyenvic – Lezey – Donnelay – Ormange – Azoudange – Gondrexange – Héming – Sarrebourg – Niderviller – Courserode – Garrebourg – Phalsbourg.

- Art. XIV [Kontrolle der Straßen, Breite des Korridors]
  - « Außerdem wird Übereinstimmung erzielt, dass obiger Weg am letzten Dorf des Metzer Landes (Pays Messin) zwischen Metz & Vic beginnen soll und bis nach Pfalzburg eingeschlossen & vollständig unter der Landeshoheit S. M. stehen soll…& soll eine Breite von einer halben lothringischen Meile an allen Stellen haben. » (ungefähr 2,5 km).

## Quelle
- Texte intégral, in Frédéric Léonard, Recueil des traités..., fait par les rois de France..., Paris, tome III, 1693, 320–331. (in französischer Sprache)